# Eurytoma truncatella
Eurytoma truncatella är en stekelart som beskrevs av Zerova 1978. Eurytoma truncatella ingår i släktet Eurytoma och familjen kragglanssteklar.
Artens utbredningsområde är:
- Tyskland.
- Ukraina.

Inga underarter finns listade i Catalogue of Life.